# Escuts i banderes de la Marina Alta
Els escuts i banderes de la Marina Alta són els símbols representatius dels municipis i entitats de població que integren la comarca valenciana de la Marina Alta. En este article s'inclouen els símbols locals de la comarca aprovats, modificats o rehabilitats per la Generalitat Valenciana o per l'Estat abans de la transferència de competències, així com els que són usats pels respectius ajuntaments tot i no ser oficials.

## Escuts oficials

Escut d'Alcalalí Aprovat el 15 de novembre de 2010.
Escut de l'Atzúbia Aprovat el 31 de maig de 1999.
Escut de Beniarbeig Aprovat el 18 de setembre de 1985.
Escut de Benidoleig Aprovat el 31 de maig de 2001.
Escut de Benigembla Aprovat el 30 de gener de 1989,[6] modificat el 25 de novembre de 2003.
Escut de Benimeli Aprovat el 5 d'octubre de 1998.
Escut de Benissa Rehabilitat el 9 de juliol de 1982.
Escut de Castell de Castells Aprovat el 22 de juny de 2009.
Escut de Dénia Aprovat el 21 de setembre de 2001.
Escut de Gata de Gorgos Aprovat el 14 de novembre de 2008.
Escut de Llíber Aprovat el 22 d'abril de 1994.
Escut de Murla Aprovat el 30 de gener de 1989.
Escut d'Ondara Aprovat el 6 de setembre de 1994.
Escut d'Orba Aprovat el 20 de maig de 1985.
Escut de Parcent Aprovat el 4 d'octubre de 2012.
Escut de Pedreguer Aprovat el 20 de maig de 1955,[18] modificat l'11 de novembre de 1994.
Escut de Pego Rehabilitat el 2 de setembre de 2003.
Escut del Poble Nou de Benitatxell Aprovat el 20 de febrer de 2002.
Escut dels Poblets Aprovat el 7 de setembre de 2001.
Escut del Ràfol d'Almúnia Aprovat el 1r de març de 1999.
Escut de Sagra Aprovat el 3 de maig de 2001.
Escut de Sanet i els Negrals Aprovat el 17 de juny de 1998.
Escut de Senija Aprovat el 27 de novembre de 1991.
Escut de Teulada Aprovat el 17 de febrer de 1992.
Escut de Tormos Aprovat el 3 de juliol de 2003.
Escut de la Vall d'Alcalà Aprovat el 12 de desembre de 2000.
Escut de la Vall d'Ebo Aprovat el 26 d'abril de 2005.
Escut de la Vall de Gallinera Aprovat l'11 de març de 1986.
Escut de la Vall de Laguar Aprovat el 18 de gener de 1999.
Escut del Verger Rehabilitat el 18 d'agost de 1972.
Escut de Xaló Aprovat el 22 de juny de 1993.
Escut de Xàbia Modificat el 27 de gener de 1993.
Escut de l'EATIM la Xara (Dénia) Aprovat el 2 de novembre de 2009.

## Escuts sense oficialitzar

Escut de Calp

## Banderes oficials

Bandera de Beniarbeig Aprovada el 8 d'octubre de 1992.
Bandera de Benissa Aprovada el 27 de febrer de 1990.
Escut de Llíber Aprovada el 18 de gener de 2016.
Bandera d'Ondara Aprovada el 7 d'octubre de 1994.
Bandera de Pedreguer Aprovada el 28 de febrer de 1992.
Bandera del Ràfol d'Almúnia Aprovada el 31 de juliol de 2001.
Bandera de la Vall de Gallinera Aprovada el 28 de novembre de 1991.

## Banderes sense oficialitzar

Bandera de Dénia
Bandera de Pego
Bandera de la Vall d'Ebo